# Santa Cruz de Mao
Santa Cruz de Mao o semplicemente Mao è un comune della Repubblica Dominicana di 74.760 abitanti, situato nella Provincia di Valverde, di cui è capoluogo. Comprende, oltre al capoluogo, tre distretti municipali: Amina, Guatapanal e Jaibón de Pueblo Nuevo.
Centro principale del nord-ovest del paese, Mao è il decimo comune per popolazione della repubblica e la seconda città del paese per la produzione di riso, che rappresenta la principale fonte di reddito.
Mao in lingua taina significa terra tra i fiumi, la città è infatti circondata dal fiume Yaque del Norte e da un suo affluente.